# Marianne Karlsson
Marianne Elisabeth Karlsson, född 1 december 1931 i Sunds församling i Östergötlands län, död 24 december 2012 i Skänninge församling i Östergötlands län, var en svensk centerpartistisk politiker som var riksdagsledamot mellan 1974 och 1988. Under sin tid i riksdagen skrev hon 625 egna motioner.
Hon var bosatt i Skänninge och var under många år engagerad i lokalpolitiken i Mjölby kommun, där hon bland annat hade posten som vice ordförande i kommunfullmäktige.
2003 anmälde hon SVT:s julkalender Håkan Bråkan till Granskningsnämnden för radio och TV med hänvisning att den innehöll antydningar om sex.